# Ернст Буш
 Ернст Вільгельм Бернард Буш (нім. Ernst Wilhelm Bernhard Busch; нар. 6 липня 1885, Бохум — пом. 17 липня 1945, Олдершот, Ноттінгемшир) — німецький воєначальник часів Третього Рейху, генерал-фельдмаршал (1943) Вермахту. Кавалер Лицарського хреста з Дубовими листям (1943).
Ернст Буш з дитинства присвятив себе військовій служби. У Першій світовій війні боровся в перших рядах, був неодноразово поранений, за хоробрість отримав Pour le Mérite. З приходом до влади нацистів став палким прихильником Гітлера й став швидко просуватися по службових сходах. На початок Другої світової війни Е.Буш був командиром армійського корпусу, який брав участь у Польській кампанії, після чого командував 16-ю армією, з якою пройшов Французьку кампанію. У складі групи армій «Північ» армія Буша вступила в бойові дії на території Радянського Союзу на північному напрямку. До жовтня 1943 Буш командував армією в битві за Ленінград.
У жовтні 1943 року Буш став командувачем групи армій «Центр» в Білорусі і нерозривно пов'язав своє ім'я із знищенням групи армій влітку 1944 року під час радянської стратегічної операції «Багратіон», коли він впав у немилість й був звільнений від своїх обов'язків. Знаходився в опалі до березня 1945 року, коли отримав посаду керівника Вермахту в північній Німеччині. У травні 1945 року потрапив до британського полону й знаходився в таборі у Великій Британії, де 17 липня 1945, через одинадцять днів після того як йому виповнилося шістдесят років, генерал-фельдмаршал Буш помер від стенокардії.

## Біографія

### Ранні роки
Ернст Буш народився 6 липня 1885 року в Бохумі (Північний Рейн — Вестфалія) в родині чиновника, директора дитячого дому Вільгельм Ернста Буша. У 12-річному віці він почав свою військову кар'єру, коли поступив до кадетського корпусу в 1897 році в Бенсберзі. У 1901 році Ернст Буш став курсантом військового училища Гросс-Ліхтерфельсі, яке закінчив у 1904 році, отримав звання лейтенант та був направлений для подальшого проходження служби в 13-й Вестфальській піхотний полк, що базувався в Мюнстері. До початку Першої світової війни досяг посади ротного командира, закінчивши в 1913 році інспекторські курси.

### Перша світова війна
У 1914 році в чині оберлейтенанта достроково завершив навчання у Військовій академії і убув на фронт. Учасник Першої світової війни. Усю Першу світову війну Буш прослужив на передовій, на Західному фронті. Був офіцером штабу 6-ї піхотної дивізії, з січня 1915 року командував ротою у піхотному полку 7-ї Вестфальської дивізії, отримав звання гауптман (1915). З 1916 року — командир батальйону. Як піхотний командир. Ернст Буш брав участь у таких битвах: атаці на Льєж (4 по 16 серпня 1914), битві біля Сен-Квентін (29 серпня 1914), бігу до моря (з 13 вересня по 19 жовтня 1914), першій битві у Фландрії (20 жовтня по 18 листопада 1914), битві в Шампані (16 лютого по 20 березня 1915), другій битві у Фландрії (22 квітня по 25 травня 1915), Верденській битві (21 лютого по 20 грудня 1916), другій битві при Артуа (16 квітня — кінець травня 1917) та німецькому Весняному наступі 1918 року (21 березня — 17 липня 1918).
Нагороджений Залізними хрестами 2-го (у вересні 1914) та 1-го (в березні 1915) ступенів, Лицарським хрестом дому Гогенцоллерна з мечами (в 1917) і орденом Pour le Mérite (в жовтні 1918). Під час війни він був тричі поранений. (21 травня 1915, 10 березня 1917 та 23 жовтня 1917).

### Між світовими війнами
Після демобілізації кайзерівської армії Ернст Буш був залишений в лавах «стотисячного рейхсверу». Такій честі удостоїлися дуже небагато колишніх офіцерів старої армії. Нове військове керівництво Веймарської республіки відбирало лише найкращих. У числі їх виявився і Буш, що мав блискучий бойовий досвід, й особливо виділялися його військові здібності, мужність і видатна особиста хоробрість, проявленні в роки Першої світової війни. У рейхсвері Буш обіймав різні командні і штабні посади. Буш служив на посаді командира кулеметної роти, потім з 1921 року на штабних посадах дивізіонного рівня, з квітня 1925 року — інспектор транспортних військ, з 1928 року — начальник оперативного відділу 2-ї дивізії і 2-го військового округу. В 1930—1932 роках командував піхотним батальйоном в Берліні, в 1932 році став командиром 9-го єгерського полку (Потсдам).
До того часу Буш був вже відомий в армійських кругах як переконаний прибічник нацистів. З приходом їх в 1933 році до влади відкрито встав на сторону НСДАП, що сприяло його швидкій кар'єрі. В 1935 році став командиром 23-ї піхотної дивізії в Потсдамі і генерал-майором.
Під час «генеральської чистки» (лютий 1938 року) активно і рішуче підтримав Гітлера, що не залишилося непоміченим нацистським керівництвом. Відразу ж після вигнання з армії Бломберга, Фріча й їх прибічників призначається командиром 8-го армійського корпусу і за сумісництвом — командувачем 8-м військовим округом (Бреслау), змінивши на цій посаді звільненого у відставку генерала Е. фон Клейста; генерал від інфантерії (1938).
Свою абсолютну відданість Гітлеру Буш в черговий раз довів наприкінці 1938 року, коли разом з генералом В. фон Райхенау беззастережно підтримав план фюрера з окупації Чехословаччини, тоді як переважна частина вищих воєначальників Вермахту віднеслася до цього з несхваленням. На чолі свого корпусу брав участь в окупації Чехословаччини.

### Друга світова війна

#### Польська та Французька кампанії
У вересні 1939 року Ернст Буш брав участь у польській кампанії, командуючи VIII-м армійським корпусом в складі 14-ї армії (генерал В.Ліст). У Польщі 8-й корпус (8-ма, 28-ма та 239-та піхотні дивізії, полк СС «Німеччина»), посилений 5-ю танковою дивізією та декількома окремими частинами, опанував Краків і завершив кампанію у Львові. Заслуги Буша в ході цієї блискавичної кампанії були відмічені планками до Залізних хрестів (повторне нагородження).
Військова кар'єра
- 10 березня 1904 лейтенант
- 16 червня 1913 оберлейтенант
- 27 січня 1915 гауптман
- 1 квітня 1925 майор
- 1 лютого 1930 оберстлейтенант
- 1 грудня 1932 оберст
- 1 вересня 1935 генерал-майор
- 1 жовтня 1937 генерал-лейтенант
- 1 лютого 1938 генерал від інфантерії
- 19 липня 1940 генерал-полковник
- 1 лютого 1943 генерал-фельдмаршал

25 жовтня 1939 року призначений командувачем 16-ю армією (лівий фланг Західного фронту проти Франції), на чолі якої брав участь у Французькій кампанії 1940. Але в ході цієї кампанії Буш вже нічим себе не проявив. Його дії відрізнялися пасивністю і безініціативністю. Очолювані ним війська 16-ї армії лише повільно просувалися услід за ударними танковими угрупуваннями, що наступали, закріплюючи захоплені ними рубежі. Проте відблиски слави одержаної Вермахтом у Франції перемоги палі й на Буша — 19 липня 1940 року він був підвищений в генерал-полковники. Весною 1941 року 16-та армія була перекинута до Польщі, де увійшла до складу групи армій «Північ» (генерал-фельдмаршал В. фон Лееб).
26 травня 1940 був нагороджений Лицарським хрестом (№ 45).

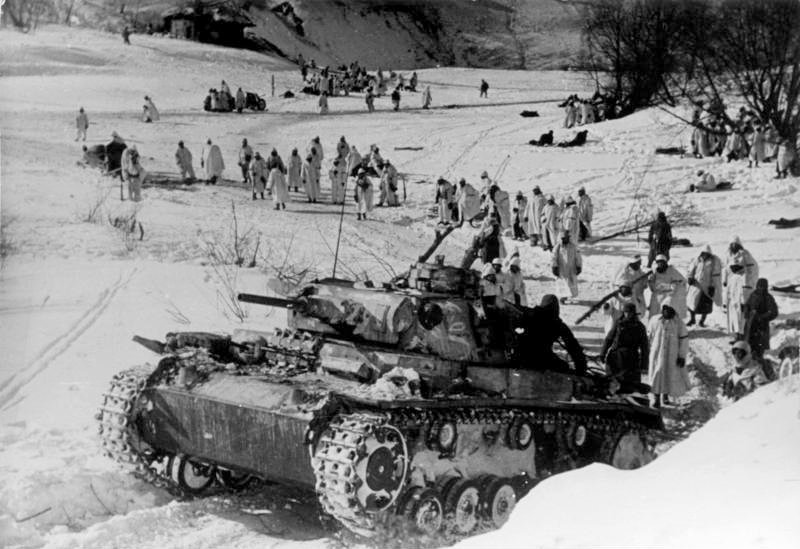
Прорив Дем'янського котла

#### Радянсько-німецька війна

##### 1941—1942
З вторгненням німецьких військ на територію Радянського Союзу армія Буша діяла в Прибалтиці, наступаючи на правому крилі групи армій «Північ». Не маючи в своєму підпорядкуванні танкових і моторизованих з'єднань, Буш як й раніше особливої активності не проявляв. В середині серпня 1941 року після важких і кровопролитних боїв його війська оволоділи Старою Руссою. Тут вони зазнали потужного контрудару радянських військ. Щоб відбити його, командувач групою армій фон Лееб, був вимушений направити на допомогу Бушу 56-й моторизований корпус генерала Е. фон Манштейна, знявши його з ленінградського напряму. Після багатоденних запеклих боїв Манштейну до кінця серпня все ж удалося розгромити радянську 34-ту армію й стабілізувати обстановку в смузі 16-ї армії. Осінню 1941 року Буш в основному вирішував завдання по забезпеченню правого флангу головного ударного угрупування групи армій «Північ», що намагалася опанувати Ленінград.
Коли взимку 1941/42 роки Червона Армія перейшла в контрнаступ, то Буш з педантичною точністю намагався виконати наказ Гітлера — «ні кроку назад!» Проте оборона його військ на низці ділянок була прорвана і радянські війська далеко прорвалися в глибину їх розташування. В результаті 23 січня 1942 року в районі Холма попало в оточення 6-тисячне угрупування генерала Шерера, а 8 лютого в районі Дем'янська в котлі опинилися 5 піхотних й 1 моторизована дивізії, очолювані генералом В. фон Брокдорффом-Алефельдтом. Чисельність угрупування, що опинилася в оточенні сягала 100 тис. чоловік.

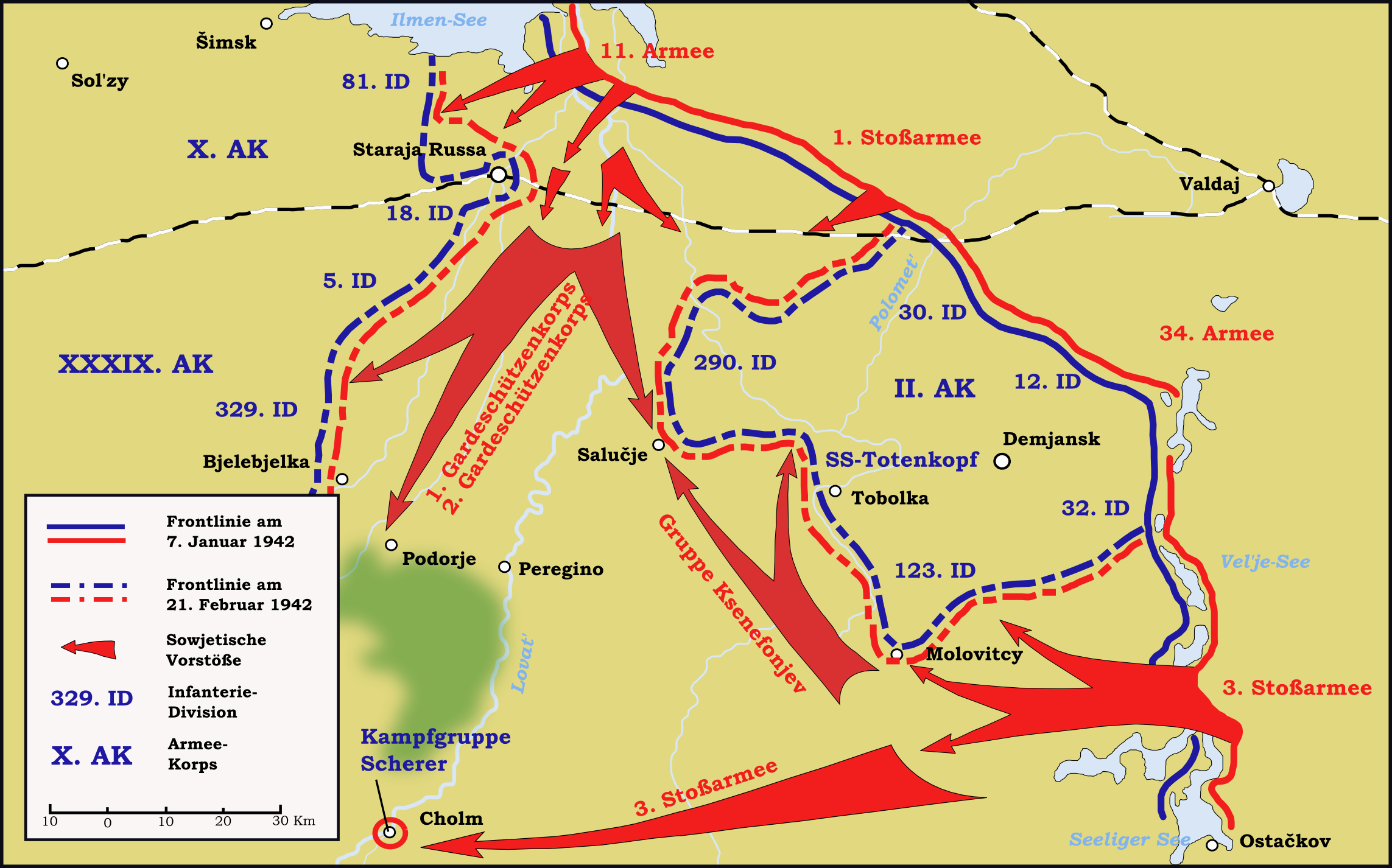
Карта Дем'янської операції

Що тільки що вступив в командування групою армій «Північ» генерал Г. фон Кюхлер був украй невдоволений діями Буша і поставив перед Гітлером питання про заміну командувача 16-ю армією, але дістав відмову. Для Гітлера особиста відданість людини завжди була важливіша за його ділові якості. Лише насилу Кюхлеру вдалося відновити положення в смузі 16-ї армії. Дем'янське і Холмське угрупування були деблоковані лише на початку травня 1942 року.
Надалі, з весни 1942 роки і до початку 1944 роки, війська 16-ї армії вели лише оборонні дії. Оборона в цілому проходила успішно, оскільки Червона Армія до осені 1943 роки на цій ділянці фронту активних дій не робила. За весь час знаходження на Східному фронті Буш нічим себе так і не проявив, не мав ані серйозних поразок, ані значних перемог.
Проте, 1 лютого 1943 року абсолютно несподівано Гітлер присвоює Бушу найвище звання генерал-фельдмаршала. Весь цей час, починаючи з 1941 року, не зважаючи на свої вельми скромні успіхи, Буш продовжував отримувати від фюрера одну за іншою високі винагороди. Останнім з них стало дубове листя до Лицарського хреста (21 серпня 1943 року). Всім цим Буш був зобов'язаний виключно своїй фанатичній відданості нацизму і прихильності до нього Гітлера, а зовсім не за якісь там видатні перемоги або талант полководця.

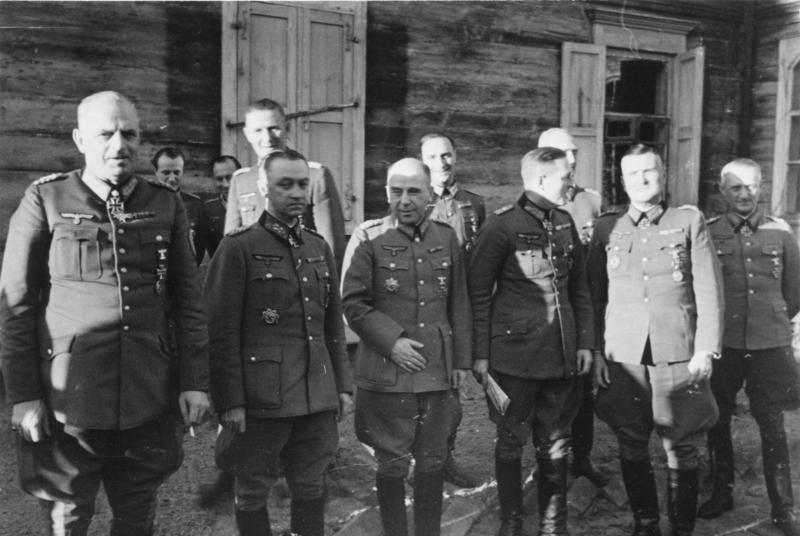
Генерал-фельдмаршал Е.Буш (крайній ліворуч) зі своїми генералами: генерал від інфантерії Г. Кребс, генерал від інфантерії Ф.Госсбах, генерал артилерії Р. фон Роман, генерал-полковник В.Вайс, генерал від інфантерії Г.-Л. Шпет. Білорусь. Травень 1944

##### 1943—1944
28 жовтня 1943 року серйозно постраждав в автокатастрофі командувач групою армій «Центр» генерал-фельдмаршал Г. фон Клюге. 4 листопада 1943 року Гітлер призначає на його місце Буша, хоча за своїми професійними якостями він явно не відповідав цьому призначенню. І наслідки такого необдуманого кроку Гітлера вже в найближчому майбутньому не забарилися позначитися. Взимку 1943—1944 років Бушу удалося відбити кілька сильних ударів радянських військ і успішно провести низку оборонних битв. Але до середини 1944 року Бушу вдавалося утриматися в Білорусі, лише через те, що Червона Армія досі завдавала своїх основних ударів на інших стратегічних напрямах. Влітку ж 1944 роки вона перенесла напрям свого головного удару на західний стратегічний напрям, де оборонялася очолювана Бушем група армій «Центр».
23 червня 1944 року переходом радянських військ в загальний наступ по всьому фронті групи армій «Центр» і флангових об'єднань груп армій, що примикають до неї, «Північ» і «Північна Україна» (1,2 млн чіл., близько 9 тис. гармат й мінометів, 900 танків і штурмових гармат та понад 1300 літаків) почалася Білоруська наступальна операція Червоної Армії, що завершилася нищівною поразкою Вермахту на центральному напрямку радянсько-німецького фронту.

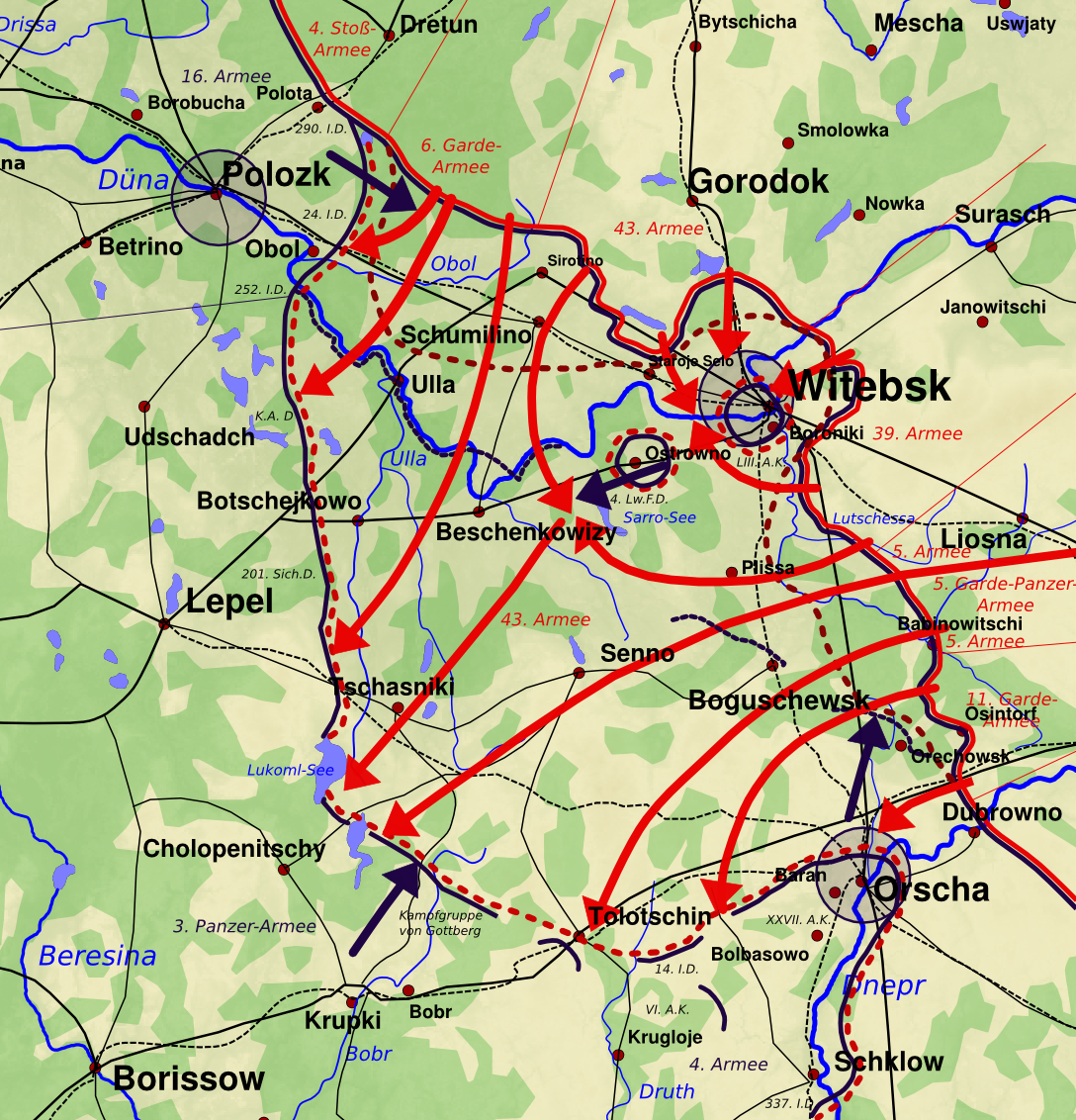
Операція «Багратіон». Карта Вітебсько-Оршанської операції. 22-27 червня 1944

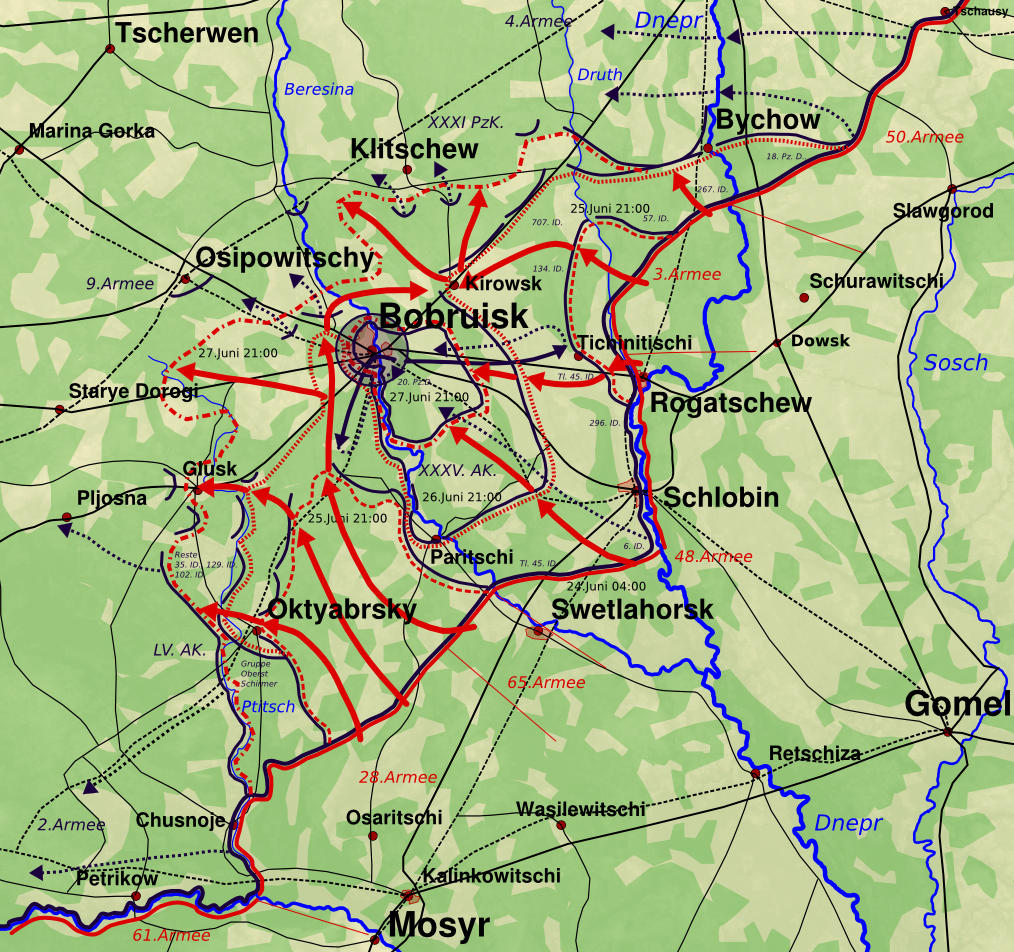
Операція «Багратіон». Карта Бобруйської операції. 24-27 червня 1944

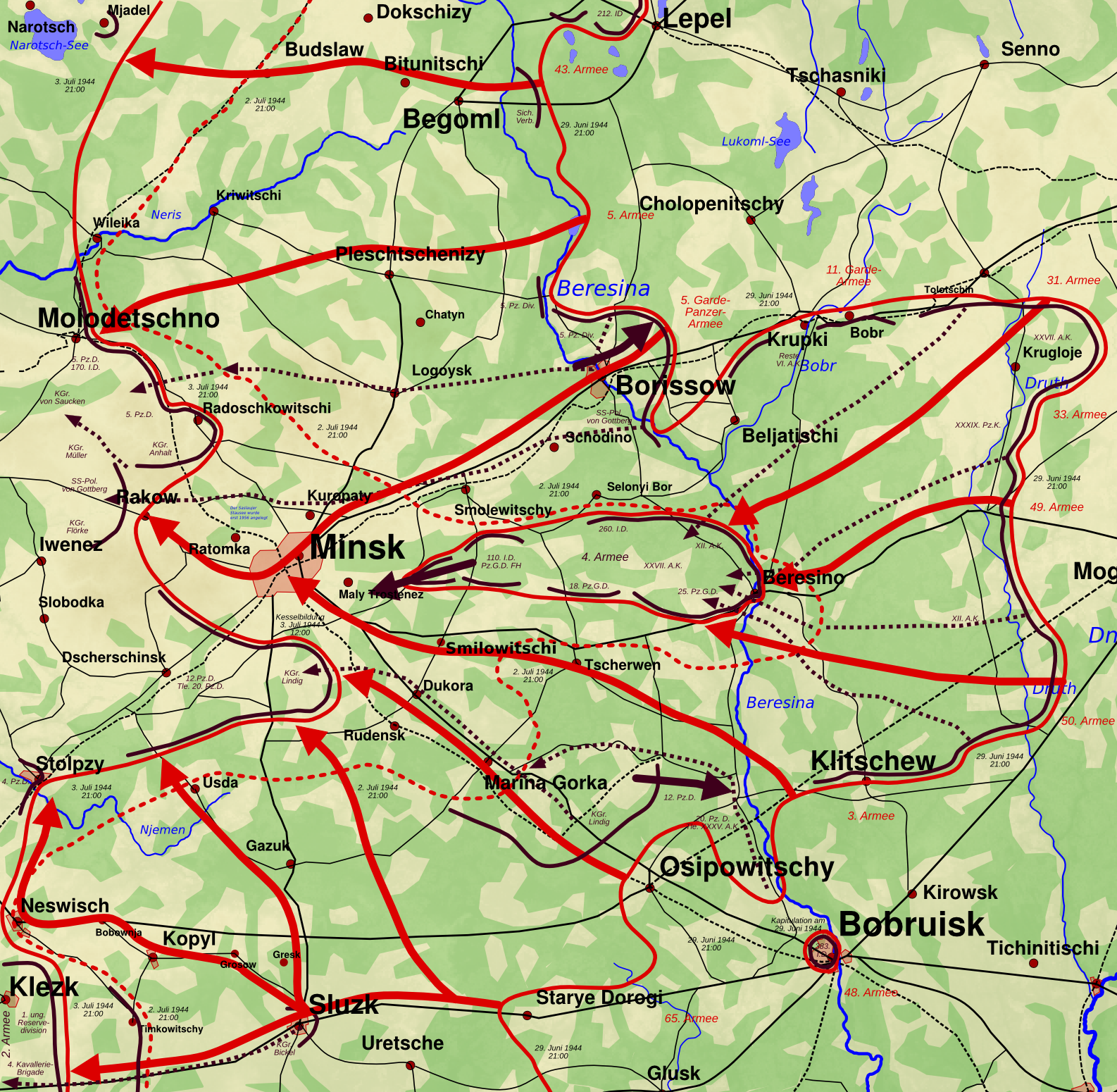
Операція «Багратіон». Карта Мінської операції. 22-27 червня 1944

Одне з 4 стратегічних угрупувань противника, що діяли на Східному фронті й очолюване Бушем, було вщент розгромлене військами Червоної Армії. 17 її дивізій і 3 окремих бригади було повністю знищено, а ще 50 дивізій — розгромлені, втративши половину свого складу. Лінія фронту відкаталася на 600 км до заходу, а в обороні німецьких військ на Сході утворився величезний стратегічний пролом, закрити яку гітлерівському командуванню удалося, за рахунок величезних втрат лише на рубежі річок Вісла і Нарев.
Чималу долю провини за цю катастрофу ніс на себе й «полководець» Буш. Ще до переходу радянських військ у наступ було ясно, що подальше утримання висунутого далеко на схід т.з. «білоруського балкона», та ще з оголеними флангами (унаслідок відходу сусідів), може мати серйозні наслідки. На це Бушу уперто вказував багато хто з підлеглих генералів, що вимагали відвести війська до заходу, на вигідніший оборонний рубіж. Але він продовжував сліпо і беззаперечно виконувати явно абсурдний наказ Гітлера, що вимагав утримувати займані рубежі, не зважаючи ні на що. Навіть коли фронт оборони групи армій «Центр» під потужними ударами радянських військ звалився й треба було терміново рятувати хоча був залишки військ, Буш, тупо підкоряючись волі Гітлера, заборонив їм який би то не було відступ, наказавши до останньої можливості захищати міфічні «фортеці» (Вітебськ, Орша, Бобруйськ тощо). Тим самим він прирік свої війська на вірну загибель. В результаті німецькі 4-та і 9-та армії були повністю знищені, а 3-тя танкова армія вщент розгромлена.
Гітлер зробив з Буша «козла відпущення». 28 липня 1944 року за катастрофу в Білорусі він з ганьбою був знятий з посади і відправлений до резерву ОКВ. Неухильно й беззаперечно виконуючи усі накази та розпорядження свого фюрера, ніколи не маючи своєї власної думки, принаймні, під час командування армією і групою армій, Буш був приголомшений і глибоко ображений. Є свідоцтва, що фельдмаршал, що знаходився не в справ, важко переживав свою відставку, виглядав морально зломленим і абсолютно пригніченим чоловіком. Правда, незабаром гнів Гітлера проти опального фельдмаршала помітно ослабів, тим паче, що за нього просили деякі колишні товариші по службі (наприклад, командувач групою армій «Центр» генерал-полковник Г. Райнхардт, інші впливові воєначальники). Коли помер смертельно поранений 20 липня 1944 року при замаху на Гітлера його перший ад'ютант генерал Р. Шмундт, то фюрер не заперечував проти виступу Буша на похоронах (жовтень 1944 року). Поступово Гітлер повернув свою прихильність Бушу.

#### Останні битви
20 березня 1945 року Буш був призваний з резерву і призначений командувачем військ вермахту на Північному Заході (Данія, Шлезвіг-Голштейн, Магдебург, Нідерланди), що прикривали північ Німеччини від військ Монтгомері. Але це був вже період агонії Третього рейху. Німецький фронт на Заході розвалювався буквально на очах, боєздатність багатьох поспішно сформованих з'єднань впала до критично низького рівня. Війська союзників майже безперешкодно просувалися вглиб німецької території. Буш перший час ще намагався організувати якийсь опір, але незабаром зрозумів всю марність своїх спроб.
4 травня 1945 року, ще до капітуляції Німеччини, Буш припинив безглуздий опір і зі всім своїм різношерстим воїнством капітулював перед англійцями. Оголошений військовополоненим, він був вивезений до Великої Британії і через 2 з половиною місяця, 17 липня 1945 генерал-фельдмаршал Ернст Буш помер в англійському полоні від стенокардії. Похований був без всяких почестей в безіменній могилі на одному з пустирів поблизу Олдершота.

## Роль Ернста Буша в історії
Як і всі фельдмаршали Гітлера, Буш був кадровим офіцером кайзерівської армії, що почав військову службу ще задовго до Першої світової війни. У роки Першої світової війни він хоробро бився на її фронтах як стройовий офіцер. Був відзначений бойовими винагородами. Після поразки Німеччини в Першій світовій війні і ліквідації кайзерівської армії в числі декотрих її офіцерів продовжував службу в рейхсвері. Просування по службі в 100-тисячному рейхсвері для абсолютної більшості офіцерів, до яких належав й Буш, було вкрай повільним. Майже за 15 років служби в лавах армії Веймарської республіки Буш зміг просунутися лише від командира батальйону до командира полку. На час приходу до влади Гітлера він мав всього лише чин підполковника. Але зі встановленням в Німеччині нацистського режиму, що взяв курс на мілітаризацію країни, стан справ різко змінився. В рядах Вермахту Буш робить стрімку військову кар'єру. Всього за якихось 7 років з підполковника він стає генерал-полковником, а ще за 3 роки — генерал-фельдмаршалом.

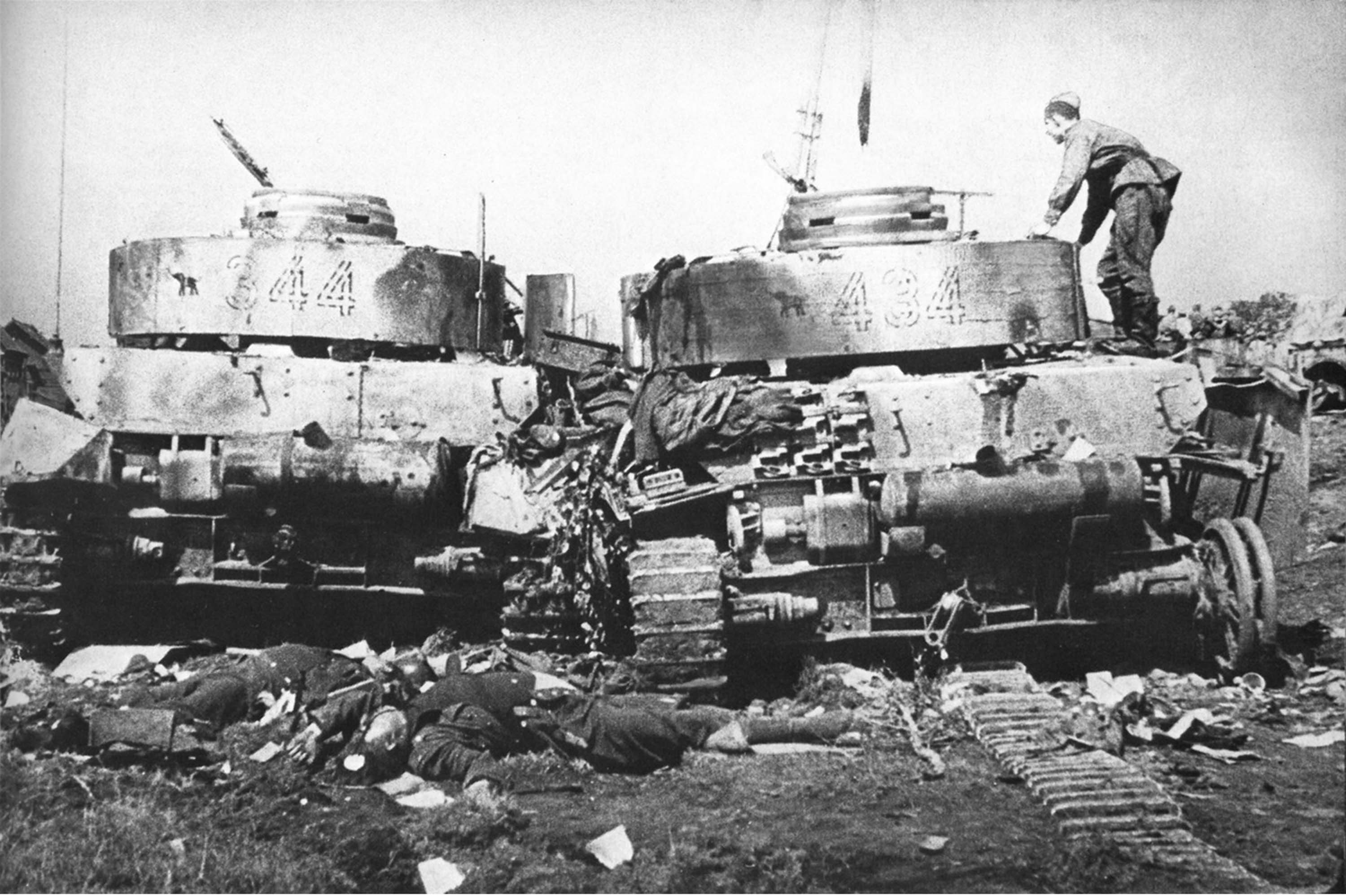
Операція «Багратіон». Радянський солдат оглядає підбиті танки Panzer VI Tiger із загиблим екіпажем на передньому плані. Околиці Бобруйська. 28 червня 1944

На відміну від більшості кадрових офіцерів Рейхсверу, Буш прилучився до нацистського руху ще до приходу нацистів до влади, й став його активним прибічником, незважаючи на те, що втягування військовослужбовців в політику тодішнім керівництвом рейхсверу не заохочувалося, й тим, хто порушував цю заборону, загрожували серйозні неприємності по службі. Але ризик, на який пішов Буш, пов'язавши свою долю з нацистами, як показав подальший хід подій, себе повністю виправдав. При нацистах його кар'єра була забезпечена. Нацистам, що прийшли до влади, потрібні були свої люди в армії, і вони робили все, щоб проштовхнути якомога більше їх у вищий ешелон армійського керівництва. У цьому й крилася основна причина стрімкого кар'єрного зльоту Буша. На відміну від багатьох своїх колег — генералів, він був фанатичним нацистом, як то кажуть, до мозку кісток.
Буш завжди сліпо підкорявся Гітлеру і користувався за це його великою довірою. Фюрер цінував його не лише як відданого націонал-соціаліста, але й як людину, готової без вагань виконати будь-який його наказ. І надалі, знаходячись вже у великих чинах і займаючи високе положення в армійській ієрархії, Буш у всьому покладався на думку Гітлера, навіть в питаннях тактики. Відверте плазування перед Гітлером абсолютно паралізувало волю Буша, вбило в ньому навіть паростки самостійності і здорового глузду, вкрай необхідні будь-якому воєначальникові. Буш беззаперечно виконував будь-які накази фюрера навіть тоді, коли абсурдність їх була очевидна. Особливо наочно це виявилося влітку 1944 роки при перебуванні Буша командувачем військами групи армій «Центр» в Білорусі.
Усвідомлюючи загрозу катастрофи, Буш з тупою рішучістю продовжував виконувати наказ фюрера «стояти до кінця» та строго вимагав того ж від своїх генералів. Прихильність Гітлера для нього виявилася важливішою за долю сотень тисяч ввірених йому солдатів. Лише одного разу, за місяць до переходу радянських військ в наступ в Білорусі, Буш під тиском своїх командувачів арміями звернувся до Гітлера з проханням відмовитися від сумнівної концепції оборони т.з. «фортець» і відвести війська до Дніпра або навіть до Березини на вигідніший оборонний рубіж, але дістав різку відмову. При цьому фюрер не забув холодно відмітити: «Я ніколи не припускав, що Буш належить до тих генералів, які постійно боязко озираються через плече». Це зауваження вирішальним чином вплинуло на всю подальшу поведінку Буша. Більше він ніколи не звертався до Гітлера з подібного роду проханнями.
Відмінною рисою Буша як воєначальника була жорстокість, яка особливо виразно виявилася під час війни з Радянським Союзом, причому не лише по відношенню до противника або мирного населення, але і до своїх підлеглих. Він був прибічником ведення війни самими варварськими методами, не зважаючи ні на які загальноприйняті закони і звичаї ведення війни. На тимчасово окупованій його військами території, як правило, відразу ж встановлювався жорстокий окупаційний режим. На відміну від багатьох інших вищих воєначальників Третього рейху, співпраця Буша з каральними органами (СС, СД і гестапо) завжди була найтіснішою. Особливу нещадність він проявляв по відношенню до партизанів і тих, що підтримував їх серед мирного населення. Навіть у останні дні війни, коли швидкий крах гітлерівської Німеччини вже ні у кого не викликав сумнівів, військово-польові суди продовжували лютувати з незмінною інтенсивністю на підконтрольних Бушу територіях. Такими методами він намагався вдихнути в своїх підлеглих волю до опору.
Як воєначальник Буш особливою популярністю у військах не користувався. Він був досить посереднім командувачем армією. В жодній з операцій, в яких йому довелося брати участь в цій ролі, як на Заході, так і на Сході, Буш себе нічим особливим не проявив й слави видатного полководця не здобув. Призначення ж його на посаду командувача однієї з найпотужніших груп армій, в якій він пробув лише 9 місяців, виявилося не більше ніж примхою Гітлера і величезним кадровим прорахунком. Незабаром за цю помилку верховного головнокомандувача німецькій армії довелося заплатити дуже дорогу ціну кров'ю сотень тисяч німецьких солдатів і офіцерів. Але фюрер, як завжди, виявився ні при чому, і вся провина за катастрофу в Білорусі була покладена на Буша. Як воєначальник Буш абсолютно не підходив для виконання тих завдань, які йому були доручені, і це він «найблискучішим» чином довів ситуцію літа 1944 року в Білорусі до катастрофи, проявивши повну некомпетентність в оперативно-стратегічних питаннях. Розгром військ Німеччини в операції «Багратіон» остаточно поставив великий жирний хрест на бойовій репутації Буша, яку йому досі все ж удавалося зберігати чи то завдяки сприятливому збігу обставин, чи то завдяки простому везінню. Після цього навіть Гітлер був вимушений відмовитися від послуг цього полководця, що не відбувся.

## Нагороди генерал-фельдмаршала Ернста Буша
- Залізний хрест 2-го класу (20 вересня 1914)
- Залізний хрест 1-го класу (6 березня 1915)
- Лицарський хрест Королівського ордена дому Гогенцоллернів з мечами (14 червня 1917) (Пруссія)
- Чорний знак за поранення (1918)
- Pour le Mérite (4 жовтня 1918)
- Почесний хрест ветерана війни за 1914-1918 (1 січня 1935)
- Медаль «В пам'ять 1 жовтня 1938» із застібкою «Празький град» (1939)
- Пряжка до Залізного хреста 2-го класу (18 вересня 1939)
- Пряжка до Залізного хреста 1-го класу (25 вересня 1939)
- Медаль «За зимову кампанію на Сході 1941/42»  (30 липня 1942)
- Дем'янський щит (1942)
- Лицарський хрест Залізного хреста (26 травня 1940)
  - Лицарський хрест Залізного хреста з Дубовим листям № 274 (21 серпня 1943)
- орден Хреста Свободи 1-го класу із зіркою та мечами (23 березня 1943) (Фінляндія)
- Медаль «За вислугу років у Вермахті» I ступеня (за 25 років військової служби)
  - Медаль «За вислугу років у Вермахті» II ступеня (за 18 років військової служби)
  - Медаль «За вислугу років у Вермахті» III ступеня (за 12 років військової служби)
  - Медаль «За вислугу років у Вермахті» IV ступеня (за 4 роки військової служби)
- 4 рази відмічений в доповіді Вермахтберіхт (6 серпня 1941, 16 вересня 1941, 21 жовтня 1941, 28 січня 1943)